# A*Teens
A*Teens（エー・ティーンズ）はスウェーデンの首都ストックホルムで結成された4人組ポップグループである。グループ名の「*」は星型マーク「★」を示す。1998年に結成され、2004年に活動を休止した。

## 概要
ABBAの楽曲をカバーしたデビューアルバム「The ABBA Generation」が世界中で大ヒットし、一躍スターダムにのし上がった。なお、当初は「ABBA Teens」のグループ名でデビューし、ファーストシングル「Mamma Mia」もこの名義で発売されていた。しかしABBA側の要請から改名している。
セカンドアルバム以降は独自の楽曲を発信し、その後も人気を保ち続けた。2001年には世界中で500万枚のアルバムを売り上げたと報告されている。
2002年にはエルヴィス・プレスリーの「好きにならずにいられない（Can't Help Falling in Love）」をカバーし、これがこの年公開のディズニー映画「リロ・アンド・スティッチ」のテーマソングとなった。さらにCNNやABCのニュース番組への出演、ヨーロッパや北米、南米の各地でのツアーも成功させ、その人気を確固たるものとする。
しかし6年間の活動の後、2004年にグループでの活動を休止した。その活動休止中に相次いでダニーとマリーがソロデビューを果たし、2006年になってマリーの公式ウェブサイトにて正式にグループ解散が発表された。現在はサラ、アミットも含めメンバー全員がソロとして活動している。

### ソロ活動
アミットはデビューアルバムを準備していた。「Songs In A Key of Mine」は8曲のデモソングを含めたミニアルバムである。アミット2008年4月に12曲入りのはファーストアルバム「Songs In A Key of Mine」をリリースした後すぐに、ファーストシングルの「Judge You」をリリースした。アミットは将来を見据えてストックホルム学校の経済学部の修士を得たのち、インターンでバイン&カンパニーで経営コンサルタントを行っていた。
サラはオリビア・ニュートン=ジョンの「フィジカル」のカバー曲をコンピレーションアルバムでリリースした。この曲を彼女はサラ・ラブという名前でリリースした。また彼女の MySpace の公式ページによるとアメリカとヨーロッパのプロデューサーと一緒に活動して同年にもっと楽曲をリリースする事を述べている。「グラマービッチ」楽曲を MySpace ページでデビューシングルであると発表している。彼女はジョシュ・スキニーとテッド・パールマンと一緒に別なプロジェクトに切り替えています。デビューソロアルバムは「マイセレネード」という仮題がつけられ、今のところ発表が延期となっている。ファーストシングルはアルバムから「ファースト」が2008年7月に iTunes から購入可能となっている。

### 再結成の噂
サラのウェブサイトのオンラインチャットでスウェーデンナショナルテレビジョンのアナウンサーが4人とユーロビジョン音楽コンテストコレクションショーやメロディデスティバルでの再結成の話を始めた。
彼女のサイトで見つかったチャットの履歴によると「この事は真実に近い」とある。
2024年再結成してInstagramを更新。2024年に新曲リリースや、過去のシングル音源の公開、2025年にライヴを行った。

## メンバー
- Marie Serneholt
- Dhani Lennevald
- Sara Lumholdt
- Amit Sebastian Paul

## 作品

### アルバム
- アバ・ジェネレーション - The ABBA Generation（1999年）
- ティーン・スピリット - Teen Spirit（2001年）
- ニュー・アライヴァル - New Arrival（2003年）

### 国内未発売
- Pop 'Til You Drop!（2002年）
- Greatest Hits（2004年）